# John Hinckley mlajši
John Warnock Hinckley mlajši, ameriški glasbenik in atentator, * 29. maj 1955 Ardmore, Oklahoma, Združene države Amerike. 
Hinckley je znan po tem, da je leta 1981 poskušal izvesti atentat na ameriškega predsednika Ronalda Reagana, da bi s tem pritegnil pozornost igralke Jodie Foster.
Hinckley si je leta 1976 ogledal film Taksist, zaradi katerega se je zaljubil v igralko Jodie Foster, ki je nastopila v njem. Z leti je postal vse bolj ljubezensko obseden z njo ter ji začel pisati razna ljubezenska pisma in pesmi. Da bi pritegnil njeno pozornost, je večkrat poskušal storiti samomor, leta 1980 pa je začel zasledovati takratnega ameriškega predsednika Jimmyja Carterja, na katerega je domnevno poskušal izvesti atentat, ravno zato, da bi pritegnil Fosterjino pozornost.
30. marca 1981 je bil Hinckley v množici, ki se je zbrala ob izhodu novoizvoljenega ameriškega predsednika Ronalda Reagana iz hotela Hilton v Washingtonu po njegovem govoru. Ko je Reagan zapustil hotel in odhajal proti predsedniški limuzini, je Hinckley s svojo pištolo ob 14:27 izstrelil šest nabojev proti njemu. Pri tem je Reagana zadel v bližino srca ter ga huje poškodoval, zadel pa je tudi tiskovnega predstavnika Bele hiše Jamesa Bradyja, tajnega agenta Tima McCarthyja in policista Thomasa Delahantyja. Hinckleyja je policija aretirala takoj po streljanju. Po aretaciji so mu sodili in ga spoznali za neprištevnega, vendar pa so mu psihiatri diognasticirali shizofrenijo, depresijo in tri vrste osebnostnih motenj: narcistično, shizoidno in mešano, z mejnimi in pasivno-agresivnimi lastnostmi. Zaradi tega je Hinckley ostal v institucionalni psihiatrični oskrbi več kot tri desetletja, zaprt je bil v psihiatrični bolnišnici Sv. Helene v Washingtonu. Leta 2016 je bil Hinckley izpuščen, vendar je še vedno imel številne pogoje in omejitve, ki so trajale vse do junija 2022, ko so bile vse brezpogojno odpravljene.